# Ferdinand-Keller-Brunnen

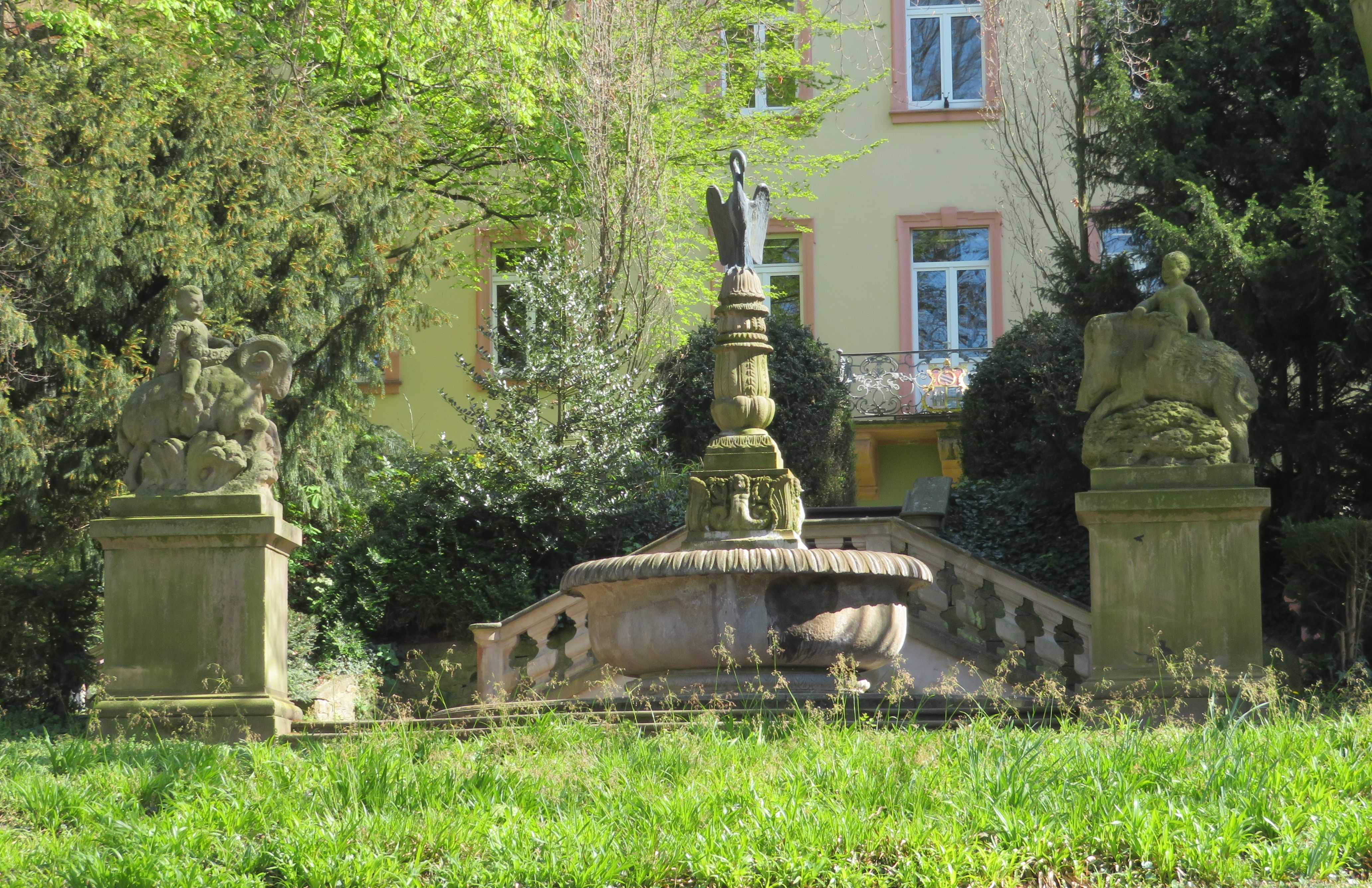
Ferdinand-Keller-Brunnen

Der Ferdinand-Keller-Brunnen ist ein Brunnen im Bruchsaler Stadtgarten in unmittelbarer Nähe zum Schönborn-Gymnasium und zum Belvedere. Er wurde 1912 geschaffen.

## Geschichte und Beschreibung
Die Brunnenanlage ist aus Sandstein gefertigt; eine runde kleinere Brunnenschale steht innerhalb einer flachen größeren. Vier Wasserspeier in Gestalt von zweischwänzigen Fabelwesen befinden sich am Fuß der Brunnensäule oberhalb des inneren Beckens. Auf der vielfältig geschmückten Brunnensäule steht die metallene Figur eines Reihers, der sich das Gefieder putzt. Am Zugang zu der Brunnenanlage befinden sich zwei Skulpturen auf Sockeln; die linke stellt einen Putto auf einem Widder dar, die rechte einen Putto, der auf einem Wildschwein reitet.
Geschaffen wurde der Brunnen von August Meyerhuber. In den Jahren 2008 und 2009 wurde er restauriert.
Der Ferdinand-Keller-Brunnen wurde zur Erinnerung an Ferdinand Keller errichtet, der im Jahr 1902 den Bruchsaler Sommertagszug wieder eingeführt hatte. Ferdinand Keller war der Wirt der Bruchsaler Bahnhofsgaststätte, treibende Kraft bei der Gründung der Großen Karnevalsgesellschaft 1898 und der erste Präsident des Komitees Sommertagszug. Er lebte von 1836 bis 1906. Der Sommertagszug ist eine Veranstaltung für die Bruchsaler Kinder, die an diesem Tag zusammen mit Trommler- und Pfeifergarden, Klepperlesgarde, Musikkapellen, Butzenmännern und geschmückten Wagen in einem Festumzug durch die Stadt ziehen und den Winter austreiben, der in Gestalt einer Schneemannfigur verbrannt wird.